# Freddie Moore

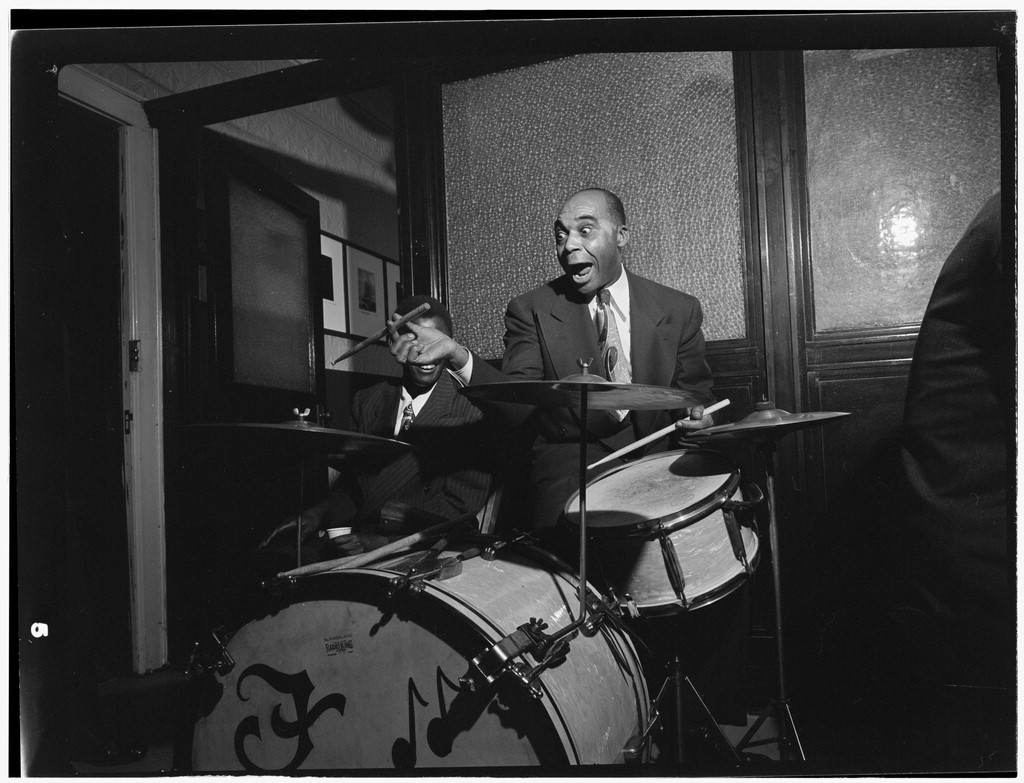
Freddie Moore drumt, in New York in 1948 (foto: William P. Gottlieb)

Freddie Moore (Little Washington (North Carolina), 20 augustus 1900 - New York, 3 november 1992) was een Amerikaanse jazzdrummer.
Moore, afkomstig uit een arm gezin waarvan de vader negen weken na zijn geboorte overleed, leerde zichzelf drummen. Hij kreeg al jong een baantje als drummer en toen hij zestien was sloot hij zich aan bij een black minstrel show. Hier speelde een drummer die vijftien drumsticks gebruikte als hij drumde en Moore probeerde zoiets later ook: hij kwam tot negen sticks. Andere dingen die hij toen zag nam hij eveneens over en waren tot op hoge leeftijd elementen van zijn optredens, zoals het trekken van gekke gezichten (mugging).
Hij werkte tevens in carnivals, circussen en theaterbands. In de jaren twintig nam hij op met James P. Johnson en rond 1930 met King Oliver, die over zijn hoogtepunt heen was en een 'comeback' wilde maken. Hij ging ook met Oliver op tournee. Nadat Oliver zijn groep noodgedwongen had opgedoekt, leidde Moore een eigen band met daarin Sidney Bechet. In het midden van de jaren dertig had hij een trio waarmee hij lange tijd speelde in Victoria Cafe in Harlem en in een nabijgelegen club. In de jaren erna speelde en/of nam hij op met onder meer Leadbelly, Bechet (eind jaren veertig), Conrad Janis (1951), Art Hodes (1950-1952), Wilbur de Paris (1952-1956) en Mezz Mezzrow (midden jaren vijftig). In de periode 1968-1970 speelde hij met Tony Parenti, daarna met Roy Eldridge en zangeres Cathy Chamberlain. Tot eind jaren tachtig drumde hij bij verschillende bands in New York, tot hij dat niet meer kon en zich moest beperken tot zingen en het bespelen van de washboard, iets wat hij vaak heeft gedaan, bijvoorbeeld op de opname Sweet Georgia Brown van Roland Kirk. Zijn laatste optreden was op zijn negentigste verjaardag.

## Discografie
- The Great Freddie Moore (o.m. met Warren Vache en Milt Hinton, New York Jazz, 1981